# Türkische Lira
Die türkische Lira (türkisch türk lirası, von lateinisch libra „Pfund“, daher manchmal noch – veraltet – türkisches Pfund, ISO-Code TRY) ist die Währung der Republik Türkei und der völkerrechtlich nicht anerkannten Türkischen Republik Nordzypern. Von 2005 bis Ende des Jahres 2008 hieß sie offiziell neue türkische Lira (yeni türk lirası); diese Einheit war durch eine Währungsumstellung zum 1. Januar 2005 eingeführt worden, wobei eine Million alte türkische Lira zu einer neuen türkischen Lira umgestellt worden waren.

## Devisenbestimmungen
Seit 1989 besitzt die türkische Lira vollständige Konvertibilität, so dass in- und ausländische natürliche und juristische Personen laufende Zahlungen und Kapitaltransaktionen unbegrenzt in Fremdwährungen durchführen dürfen. Jeder Inhaber von inländischen Zahlungsmitteln und Devisen hat das Recht, diese unbeschränkt zum Paritätskurs gegen ausländische oder inländische Zahlungsmittel einzutauschen. Die Einfuhr und Ausfuhr von Sorten in türkischer Lira ist unbegrenzt möglich; die Ausfuhr muss ab 5000 US-Dollar oder Gegenwert in TL deklariert werden.

## Geschichte
Während des Osmanischen Reichs gab es unter Orhan I. ab 1327 die Silbermünze Akçe. Es folgte im Jahre 1690 die Einführung der Silbermünze Kuruş („Groschen“; Abkürzung krş). Nach der Währungsreform Abdülmecids I. löste 1844 die Osmanische Lira (türkisch Osmanlı Lirası) den Kuruş als Hauptwährung ab, er blieb jedoch als 1/100-Unterteilung der Osmanischen Lira erhalten. Formal unterteilte sich die Osmanische Lira in 100 Piaster. Die dazugehörige Untereinheit war auch der Para, der den vierzigsten Teil eines Kuruş bildete. Von der Ottomanischen Bank wurden Geldeinheiten zwischen fünf und 5000 Kuruş emittiert. Im Jahre 1875 konnte das Osmanische Reich nur noch einen Teil seiner Staatsschulden bedienen, 1876 stellte es den Schuldendienst völlig ein. Dennoch blieb der Goldstandard bis 1881 erhalten.
Im Oktober 1923 kam die damals Neue türkische Lira (türkisch Yeni Türk Lirası) in Umlauf. Das Attribut Neu diente dabei der Abgrenzung zur bis 1923 geltenden alten Währung und entfiel später. Nach dem Krieg entsprach ihr Wert in etwa einem Neuntel der Goldlira. Die türkische Lira litt seit den 1970er Jahren an der hohen Inflationsrate, welche Mitte der 1990er Jahre mit um 125 % ihre Spitze erreichte. Das Guinness-Buch der Rekorde hat die Türkische Lira in den Jahren 1995 und 1996 sowie von 1999 bis 2004 als die am wenigsten wertstabile Währung „ausgezeichnet“.

### Währungsschnitt 2005
Nach der Jahrtausendwende plante die türkische Zentralbank erneut eine Währungsumstellung. Diese sollte ursprünglich erst 2006 durchgeführt werden, wurde aber aufgrund der stark rückläufigen Inflation (2005 lag sie bei sieben Prozent, während die mittlere Inflationsrate zwischen 1971 und 2002 über 40 Prozent betrug) vorgezogen.
Zum 1. Januar 2005 führte die Türkische Republik einen Währungsschnitt durch, 1.000.000 alte Lira (ISO-Code TRL) wurden gegen eine neue Lira (ISO-Code TRY) getauscht. Übergangsweise bis 31. Dezember 2005 wurden die alten Banknoten als Zahlungsmittel akzeptiert, die über 20 Jahre zuvor aus dem Verkehr gezogenen Kuruş wurden wieder eingeführt (100 Kuruş = 1 neue Lira). Zum 1. Januar 2009 entfiel wieder das Attribut Neue und nochmals neues Bargeld ohne dieses Attribut wurde in Umlauf gebracht. Die neuen Scheine sind wesentlich fälschungssicherer als die alten. Im täglichen Gebrauch ist bis heute häufig die Abkürzung YTL (statt TRY) anzutreffen.
Der Währungsschnitt war Teil der Reformbemühungen des türkischen Staates, um die Kriterien für eine Mitgliedschaft in der Europäischen Union zu erfüllen. Von der neuen Währungseinheit erhoffte sich die Türkei zum einen eine psychologische Stabilisierung der Lira (die niedrigen Zahlen auf den Scheinen sollten den Menschen das Vertrauen in die Währung zurückgeben), zum anderen wurde das Alltagsleben etwas einfacher, weil Preisangaben dadurch übersichtlicher wurden.

### Inflation und Währungsverfall
Von jeher litt die türkische/osmanische Währung unter einer enormen Inflation. Zum Beispiel stiegen unter Ministerpräsident Adnan Menderes (1950–1960) die Lebenshaltungskosten auf mehr als das Doppelte an; in seiner Amtszeit verachtfachte er die Staatsverschuldung und den Geldumlauf.
Der Wertverlust der Lira war stärker als der vieler anderer Währungen. Bis 1970 betrug er durchschnittlich acht Prozent pro Jahr. Ab 1970 war die Inflation zeitweise deutlich höher. Von 2001 bis 2007 stieg der Kurs der Lira zum US-Dollar leicht an, danach sank er wieder:
| Jahr / Datum | Kurs in Lira  | Anmerkung / Link |
| ------------ | ------------- | ---------------- |
| 1933         | 2 TRL         |                  |
| 1966         | 9 TRL         |                  |
| 1970         | 13 TRL        |                  |
| 1980         | 90 TRL        |                  |
| 1988         | 1.300 TRL     |                  |
| 1995         | 46.000 TRL    |                  |
| 1998         | 262.000 TRL   |                  |
| 2000         | 624.000 TRL   |                  |
| 2002         | 1.490.000 TRL |                  |
| 2004         | 1.410.000 TRL | = 1,41 TRY       |

| Jahr / Datum       | Kurs in Lira (TRY) | Anmerkung / Link |
| ------------------ | ------------------ | ---------------- |
| 2006               | 1,43000            |                  |
| 2008               | 1,30000            |                  |
| 2010               | 1,51000            | [ 6 ]            |
| 2011               | 1,89000            | [ 6 ]            |
| 2012               | 1,79000            | [ 6 ]            |
| 2013               | 2,30000            | bis 2,84         |
| 2014               | 2,30000            |                  |
| Juli 2015          | 2,70000            | [ 7 ]            |
| 2016               | 3,30000            |                  |
| November 2017      | 3,96000            |                  |
| April 2018         | 4,19000            | [ 8 ]            |
| 15. Mai 2018       | 4,39720            | [ 9 ]            |
| 23. Mai 2018       | 4,92530            | [ 10 ]           |
| 3. August 2018     | 5,11330            | [ 11 ]           |
| 10. August 2018    | 6,65640            | [ 11 ]           |
| 13. August 2018    | 7,24000            | [ 12 ]           |
| 3. Oktober 2018    | 6,00000            | [ xe 1 ]         |
| 5. November 2018   | 5,30000            | [ xe 2 ]         |
| 18. März 2019      | 5,83083            | [ xe 3 ]         |
| 6. Mai 2019        | 6,09488            | [ xe 4 ]         |
| 9. Mai 2019        | 6,24428            | [ xe 5 ]         |
| 15. März 2020      | 6,34016            | [ xe 6 ]         |
| 19. April 2020     | 6,95514            | [ xe 7 ]         |
| 30. April 2020     | 7,03901            | [ xe 8 ]         |
| 6. Mai 2020        | 7,19778            | [ xe 9 ]         |
| 14. August 2020    | 7,38641            | [ xe 10 ]        |
| 9. September 2020  | 7,49662            | [ xe 11 ]        |
| 18. September 2020 | 7,57471            | [ xe 12 ]        |
| 25. September 2020 | 7,66939            | [ xe 13 ]        |
| 29. September 2020 | 7,85120            | [ xe 14 ]        |

| Jahr / Datum       | Kurs in Lira (TRY) | Anmerkung / Link |
| ------------------ | ------------------ | ---------------- |
| 7. Oktober 2020    | 7,86522            | [ xe 15 ]        |
| 9. Oktober 2020    | 7,95411            | [ xe 16 ]        |
| 23. Oktober 2020   | 7,97697            | [ xe 17 ]        |
| 26. Oktober 2020   | 8,09282            | [ xe 18 ]        |
| 30. Oktober 2020   | 8,38363            | [ xe 19 ]        |
| 6. November 2020   | 8,57783            | [ xe 20 ]        |
| 31. März 2021      | 8,25899            | [ xe 21 ]        |
| 26. April 2021     | 8,47678            | [ xe 22 ]        |
| 4. Juni 2021       | 8,71183            | [ xe 23 ]        |
| 20. Juni 2021      | 8,75377            | [ xe 24 ]        |
| 22. Oktober 2021   | 9,61484            | [ xe 25 ]        |
| 17. November 2021  | 10,4765            | [ xe 26 ]        |
| 22. November 2021  | 11,4224            | [ xe 27 ]        |
| 24. November 2021  | 13,0774            | [ xe 28 ]        |
| 30. November 2021  | 13,6583            | [ xe 29 ]        |
| 17. Dezember 2021  | 16,9040            | [ xe 30 ]        |
| 20. Dezember 2021  | 18,2701            | [ xe 31 ]        |
| 22. Dezember 2021  | 12,0349            | [ xe 32 ]        |
| 31. Dezember 2021  | 13,3131            | [ xe 33 ]        |
| 3. Januar 2022     | 13,8027            | [ xe 34 ]        |
| 7. März 2022       | 14,4303            | [ xe 35 ]        |
| 2. Juni 2022       | 17,6292            | [ xe 36 ]        |
| 19. August 2022    | 18,0837            | [ xe 37 ]        |
| 29. September 2022 | 18,5488            | [ xe 38 ]        |
| 24. Februar 2023   | 18,8899            | [ xe 39 ]        |
| 3. April 2023      | 19,2144            | [ xe 40 ]        |
| 7. Mai 2023        | 19,5047            | [ xe 41 ]        |
| 7. Juni 2023       | 23,2134            | [ xe 42 ]        |
| 7. Juli 2023       | 26,125             | [ xe 43 ]        |
| 7. August 2023     | 27,0204            | [ xe 44 ]        |
| 7. September 2023  | 26,8264            | [ xe 45 ]        |
| 7. Oktober 2023    | 27,5999            | [ xe 46 ]        |
| 7. November 2023   | 28,4563            | [ xe 47 ]        |
| 7. Dezember 2023   | 28,929             | [ xe 48 ]        |
| 7. Januar 2024     | 29,8499            | [ xe 49 ]        |
| 7. Februar 2024    | 30,5786            | [ xe 50 ]        |
| 7. März 2024       | 31,8133            | [ xe 51 ]        |
| 7. April 2024      | 32,0356            | [ xe 52 ]        |
| 7. Mai 2024        | 32,2783            | [ xe 53 ]        |
| 7. Juni 2024       | 32,2996            | [ xe 54 ]        |
| 7. Juli 2024       | 32,6352            | [ xe 55 ]        |
| 7. August 2024     | 33,5284            | [ xe 56 ]        |
| 7. September 2024  | 33,9897            | [ xe 57 ]        |
| 7. Oktober 2024    | 34,2888            | [ xe 58 ]        |
| 7. November 2024   | 34,239             | [ xe 59 ]        |
| 7. Dezember 2024   | 34,7455            | [ xe 60 ]        |

TRY = Yeni Türk Lirası
Am 1. Januar 1999 wurde der Euro in vielen Ländern der EU als Buchgeld eingeführt; die Inflation der TL war (auch gemessen am Euro) hoch, z. B. musste man Anfang 2013 für 1 Euro 2,30 TL zahlen; am 24. Dezember 2013 waren es etwa 2,84 TL. Der Wechselkurs der TL gegenüber dem Euro sank also in einem Jahr um 19 Prozent.
Im August 2013 stieg die Rendite zehnjähriger Anleihen auf nominell über 10 Prozent. Zugleich wurde für das Gesamtjahr 2013 eine Inflation von 8,8 Prozent erwartet bzw. befürchtet.
Seit November 2017 erreichte der Wechselkurs der türkischen Lira zu Dollar und Euro immer wieder neue Tiefststände. Für einen Euro wurden am 21. November 2017 im Handel 4,67 Lira gezahlt, für einen Dollar 3,97 Lira. Am 15. Mai 2018 kostete ein Euro 5,2480 Lira, ein US-Dollar 4,3972 Lira. Präsident Erdoğan hatte zuvor in London angekündigt, vom Präsidialsystem nach der Präsidentschaftswahl werde auch die türkische Zentralbank betroffen sein. Sie werde regelmäßig seine Äußerungen zur Kenntnis nehmen und entsprechend handeln müssen. Die Zentralbank sei zwar auch nach der Umstellung auf das Präsidialsystem unabhängig, könne aber die Signale des Präsidenten als Chef der Exekutive dann nicht ignorieren, sagte Erdoğan. Er begründete seinen Anspruch auf Mitsprache in geldpolitischen Fragen mit einer Rechenschaftspflicht gegenüber den Bürgern. Diese seien schließlich von Zinsentscheidungen der Zentralbank direkt betroffen: „Da sie den Präsidenten danach fragen werden, müssen wir das Bild eines in der Geldpolitik effizienten Präsidenten vermitteln.“
Am 23. Mai 2018 fiel die Lira auf einen Wechselkurs von 5,7086 je Euro. Dies veranlasste die Zentralbank gegen den erklärten Willen von Präsident Erdoğan, der sich zuvor mehrfach für niedrigere Leitzinsen ausgesprochen hatte, zu einer in außerordentlicher Sitzung beschlossenen Leitzinsanhebung für Spätausleihen von 13,5 % auf 16,5 %. Man sei künftig bereit, alle zur Verfügung stehenden Instrumente falls nötig zu nutzen. Unterstützung erhielt die Zentralbank durch den Vizepremier Mehmet Şimşek, der erklärte: „Es ist an der Zeit, die geldpolitische Glaubwürdigkeit wieder herzustellen“. Analysten sahen ein „deutliches Symptom einer Währungskrise“ (Commerzbank) und zweifelten an der Wirksamkeit der Zentralbankmaßnahme, da die Glaubwürdigkeit der Zentralbank schon „irreparabel beschädigt sein könnte“ (WestLB). Aufgrund der anhaltenden Schwäche der Währung wandte sich Präsident Erdoğan am 26. Mai 2018 auf einer Wahlkampfveranstaltung in Erzurum wie folgt an die Bevölkerung: „Meine Brüder, die Dollars oder Euros unter ihren Kissen haben, geht und tauscht euer Geld in Lira um.“
Am 7. Juni 2018 erhöhte die Zentralbank den Zins um 1,25 Prozentpunkte auf 17,75 Prozent. Zuvor war bekanntgeworden, dass die Inflation im Mai 1,3 Prozentpunkte höher (12,15 % nach 10,85 %) als im April gewesen war.
Am 3. August 2018 fiel die Lira auf ein neues Rekordtief: 5,9276 Lira mussten für einen Euro bezahlt werden, 5,1133 Lira für einen US-Dollar. Bereits im vorangegangenen Juli waren laut dem Statistikamt die Verbraucherpreise im Jahresvergleich um 15,85 % gestiegen. Dies sei die höchste Inflationsrate seit Oktober 2003 gewesen. Im Vormonat Juni hatte die Rate noch bei 15,39 % gelegen. In der Folge beschleunigte sich die Abwertung und bereits am 6. August erreichte die Lira einen neuen Tiefststand von 6,2624 Lira für einen Euro bzw. 5,4208 Lira für einen US-Dollar. Nachdem US-Präsident Donald Trump höhere Zölle auf Stahl und Aluminium aus der Türkei angeordnet hatte, fiel der Kurs der Lira am 10. August zwischenzeitlich auf 7,61 Lira für einen Euro bzw. 6,87 Lira für einen US-Dollar. Vor Inkrafttreten der höheren US-Strafzölle sackte die Lira bei Börsenöffnung im asiatischen Handel am 13. August 2018 weiter auf ein Rekordtief von 7,24 Lira für einen US-Dollar ab. Im Verhältnis zum Euro überschritt die (neue) Lira erstmals die Marke von 8 Türkischen Lira pro Euro. Wie das Statistikamt am 3. September 2018 mitteilte, waren die Verbraucherpreise im August 2018 im Jahresvergleich um 17,9 % gestiegen. Dies war die höchste Teuerungsrate seit September 2003 und übertraf die Befürchtungen von Analysten. Die Inflation in der Türkei erreichte im September 2018 24,5 % sowie im Oktober 2018 25,2 % und damit den höchsten Wert seit Mitte 2003, wie das nationale Statistikamt mitteilte.
Anfang November 2018 erreichte die Lira ein Dreimonatshoch.
Von September 2018 an stabilisierte sich der (offizielle) Wechselkurs bei ungefähr 6 Lira für einen Euro, um Ende März 2019 zeitweilig wieder über die Marke von 6,50 Lira für einen Euro zu steigen. Ende April 2019 fiel der Wechselkurs erneut, auf 6,8293 Lira pro Euro. Dies setzte sich in den folgenden Monaten fort:
| Jahr / Datum       | Kurs in Lira | Link       |
| ------------------ | ------------ | ---------- |
| 9. Mai 2019        | 07,01258 TRY | [ xee 1 ]  |
| 16. März 2020      | 07,20317 TRY | [ xee 2 ]  |
| 28. März 2020      | 07,20755 TRY | [ xee 3 ]  |
| 15. April 2020     | 07,57202 TRY | [ xee 4 ]  |
| 30. April 2020     | 07,74042 TRY | [ xee 5 ]  |
| 7. Mai 2020        | 07,84511 TRY | [ xee 6 ]  |
| 29. Juli 2020      | 08,24718 TRY | [ xee 7 ]  |
| 7. August 2020     | 08,70174 TRY | [ xee 8 ]  |
| 14. August 2020    | 08,75014 TRY | [ xee 9 ]  |
| 18. August 2020    | 08,81659 TRY | [ xee 10 ] |
| 10. September 2020 | 08,87842 TRY | [ xee 11 ] |
| 21. September 2020 | 08,99301 TRY | [ xee 12 ] |
| 24. September 2020 | 09,00258 TRY | [ xee 13 ] |
| 29. September 2020 | 09,21058 TRY | [ xee 14 ] |
| 7. Oktober 2020    | 09,24547 TRY | [ xee 15 ] |
| 9. Oktober 2020    | 09,36612 TRY | [ xee 16 ] |
| 23. Oktober 2020   | 09,44401 TRY | [ xee 17 ] |
| 30. Oktober 2020   | 09,79506 TRY | [ xee 18 ] |
| 3. November 2020   | 09,99779 TRY | [ xee 19 ] |
| 6. November 2020   | 10,18800 TRY | [ xee 20 ] |
| 6. Dezember 2020   | 7,799 TRY    | [ xee 21 ] |
| 6. Januar 2021     | 7,39092 TRY  | [ xee 22 ] |
| 6. Februar 2021    | 7,05627 TRY  | [ xee 23 ] |
| 6. März 2021       | 7,54168 TRY  | [ xee 24 ] |
| 6. April 2021      | 8,12138 TRY  | [ xee 25 ] |
| 6. Mai 2021        | 8,33536 TRY  | [ xee 26 ] |
| 7. Juni 2021       | 8,68031 TRY  | [ xee 27 ] |
| 8. Juli 2021       | 8,68797 TRY  | [ xee 28 ] |
| 10. August 2021    | 8,65533 TRY  | [ xee 29 ] |
| 9. September 2021  | 8,48029 TRY  | [ xee 30 ] |
| 12. Oktober 2021   | 9,00274 TRY  | [ xee 31 ] |
| 12. November 2021  | 9,92727 TRY  | [ xee 32 ] |
| 14. Dezember 2021  | 13,829 TRY   | [ xee 33 ] |
| 20. Dezember 2021  | 16,6717 TRY  | [ xee 34 ] |
| 26. Dezember 2021  | 10,6568 TRY  | [ xee 35 ] |
| 10. Januar 2022    | 13,8568 TRY  | [ xee 36 ] |
| 10. Februar 2022   | 13,5508 TRY  | [ xee 37 ] |
| 11. März 2022      | 14,8849 TRY  | [ xee 38 ] |
| 11. April 2022     | 14,745 TRY   | [ xee 39 ] |
| 11. Mai 2022       | 15,3199 TRY  | [ xee 40 ] |
| 19. Mai 2022       | 15,9743 TRY  | [ xee 41 ] |

| Jahr / Datum      | Kurs in Lira | Link       |
| ----------------- | ------------ | ---------- |
| 31. März 2021     | 09,68887 TRY | [ xee 42 ] |
| 26. April 2021    | 10,2653 TRY  | [ xee 43 ] |
| 2. Juni 2021      | 10,5646 TRY  | [ xee 44 ] |
| 25. Oktober 2021  | 11,3309 TRY  | [ xee 45 ] |
| 16. November 2021 | 11,4619 TRY  | [ xee 46 ] |
| 18. November 2021 | 12,5377 TRY  | [ xee 47 ] |
| 24. November 2021 | 14,4181 TRY  | [ xee 48 ] |
| 30. November 2021 | 15,49 TRY    | [ xee 49 ] |
| 17. Dezember 2021 | 19,1217 TRY  | [ xee 50 ] |
| 20. Dezember 2021 | 20,6493 TRY  | [ xee 51 ] |
| 22. Dezember 2021 | 13,84 TRY    | [ xee 52 ] |
| 31. Dezember 2021 | 15,1409 TRY  | [ xee 53 ] |
| 3. Januar 2022    | 15,6521 TRY  | [ xee 54 ] |
| 2. März 2022      | 15,7102 TRY  | [ xee 55 ] |
| 11. März 2022     | 16,3934 TRY  | [ xee 56 ] |
| 13. April 2022    | 15,8015 TRY  | [ xee 57 ] |
| 16. Mai 2022      | 16,3321 TRY  | [ xee 58 ] |
| 24. Mai 2022      | 17,0247 TRY  | [ xee 59 ] |
| 8. Juni 2022      | 18,0344 TRY  | [ xee 60 ] |
| 12. August 2022   | 18,5314 TRY  | [ xee 61 ] |
| 11. November 2022 | 19,1575 TRY  | [ xee 62 ] |
| 2. Februar 2023   | 20,7462 TRY  | [ xee 63 ] |
| 3. April 2023     | 20,9593 TRY  | [ xee 64 ] |
| 6. Juni 2023      | 23,3392 TRY  | [ xee 65 ] |
| 7. Juni 2023      | 25,0422 TRY  | [ xee 66 ] |
| 7. Juli 2023      | 28,4399 TRY  | [ xee 67 ] |
| 7. August 2023    | 29,7247 TRY  | [ xee 68 ] |
| 7. September 2023 | 28,7688 TRY  | [ xee 69 ] |
| 7. Oktober 2023   | 29,2413 TRY  | [ xee 70 ] |
| 7. November 2023  | 30,5018 TRY  | [ xee 71 ] |
| 7. Dezember 2023  | 31,2853 TRY  | [ xee 72 ] |
| 7. Januar 2024    | 32,6796 TRY  | [ xee 73 ] |
| 7. Februar 2024   | 32,8927 TRY  | [ xee 74 ] |
| 7. März 2024      | 34,6732 TRY  | [ xee 75 ] |
| 7. April 2024     | 34,7304 TRY  | [ xee 76 ] |
| 7. Mai 2024       | 34,7549 TRY  | [ xee 77 ] |
| 7. Juni 2024      | 35,1793 TRY  | [ xee 78 ] |
| 7. Juli 2024      | 35,4065 TRY  | [ xee 79 ] |
| 7. August 2024    | 36,5925 TRY  | [ xee 80 ] |
| 7. September 2024 | 37,7085 TRY  | [ xee 81 ] |
| 7. Oktober 2024   | 37,6392 TRY  | [ xee 82 ] |
| 7. November 2024  | 36,7443 TRY  | [ xee 83 ] |
| 7. Dezember 2024  | 36,7255 TRY  | [ xee 84 ] |

Der erst im November 2020 eingesetzte Präsident der Zentralbank Naci Ağbal wurde Mitte März 2021 von Staatspräsident Erdoğan entlassen und durch Şahap Kavcıoğlu (AKP) ersetzt, nachdem er zwei Tage zuvor den Leitzins auf 19 Prozent angehoben hatte. Am Werktag darauf fiel die Lira um etwa 15 Prozent. Am 30. März 2021 entließ Erdoğan auch Murat Çetinkaya, den stellvertretenden Vorsitzenden des siebenköpfigen Zentralbankrates, woraufhin die Währung weiter nachgab. Sein Nachfolger wurde der frühere Morgan-Stanley-Banker Mustafa Duman. Beide Entlassungen erfolgten ohne Begründung. Am 26. April fiel der Kurs mit 10,26 Lira für einen Euro auf ein neues Rekordtief. Bereits am 28. Mai wurden für einen Dollar bis zu 8,6145 Lira und für einen Euro bis zu 10,4745 Lira bezahlt.
Am 23. September 2021 senkte die Zentralbank den Leitzins trotz der hohen Inflationsrate (zuletzt 19,25 Prozent) um einen ganzen Prozentpunkt auf 18,0 Prozent. Die türkische Lira fiel daraufhin ein weiteres Mal auf ein Rekordtief. Nach einer weiteren Zinssenkung fiel die Lira am 22. Oktober 2021 auf ein neues Allzeittief. Ein Dollar kostete 9,66 Lira, ein Euro 11,25 Lira. Nach einer weiteren Leitzinssenkung am 18. November 2021, trotz einer Inflation von ca. 20 Prozent, fiel die Lira auf ein neues Rekordtief, gegenüber dem Dollar auf 11,2850 Lira, im Verhältnis zum Euro auf 12,7894 Lira.
Im November 2021 erreichte die Inflationsrate rund 21 Prozent.
Anfang 2022 meldete das Statistikinstitut der Türkei eine Inflationsrate von etwa 36 Prozent im Vorjahresvergleich.
Staatspräsident Erdoğan entließ am 29. Januar 2022 den Leiter der Statistikbehörde, Said Erdal Dinçer, und behauptete, dieser habe das Ausmaß der Wirtschaftskrise in der Türkei übertrieben dargestellt. Erdoğan ernannte den früheren Vize-Chef der türkischen Bankenaufsicht, Erhan Çetinkaya, zum neuen Leiter.
Am 18. April 2023 fiel die Lira auf ihren niedrigsten Wert seit ihrer Neueinführung 2005. An jenem Tag stand der Wechselkurs in New York City bei 19,5996 türkischen Lira für einen Dollar.
Am 3. Juni 2023 berief Erdoğan Mehmet Şimşek zum Finanzminister. Bis zum 7. Juni 2023 fiel der Eurokurs der Lira von etwa 22,5 auf etwa 24,9. Am 9. Juni 2023 ernannte Erdoğan Hafize Gaye Erkan zur Gouverneurin der Zentralbank, woraufhin sich der Lira-Kurs zunächst stabilisierte.
Sechs Wochen nach der Präsidentschaftswahl im Mai 2023 war der Kurs der Lira um 30 % gefallen.

## Ausgabeformen
Banknoten gibt es in Ausgabewerten zu 5, 10, 20, 50, 100 und 200 Lira, Münzen über 1, 5, 10, 25 und 50 Kuruş und zu 1 Lira. Genau wie vor der Währungsreform entsprechen dabei 100 Kuruş einer neuen Lira. Auf der Vorderseite der Geldscheine und auf der Rückseite der Münzen befinden sich Porträts des türkischen Staatsgründers Mustafa Kemal Atatürk. Diese Abbildungen sind dabei nicht alle gleich, sondern stammen aus verschiedenen Phasen seines Lebens. Auf den Rückseiten der Geldscheine sind Kultur- und Naturdenkmäler abgebildet.
Die 2005 eingeführte türkische 1-Lira-Münze gleicht mit ihrem silbernen Kern und goldenen (Messing) Rand der 1-Euro-Münze, auch Größe und Gewicht sind ähnlich; gleiches gilt für die ebenfalls 2005 eingeführte 50-Kuruş-Münze, welche mit der 2-Euro-Münze verwechselt werden kann. Der Wert der Münzen betrug 2005 jedoch nur rund ein Drittel, im Anfang August 2020 nur noch rund ein Siebzehntel der Euro-Münzen. Bei den 2009 eingeführten Münzen (gleiche Nominale wie bisher, d. h. 1, 5, 10, 25, 50 Kuruş und 1 Lira) wurden die Farben bei den beiden größten Werten vertauscht. So ist die 50-Kuruş-Münze nun innen gold- und außen silberfarben, die 1-Lira-Münze ist jetzt innen silber- und außen goldfarben.

### Banknoten

#### Erste Serie (E1)
Am 29. Oktober 1923 wurde die Republik Türkei ausgerufen. Am 30. Dezember 1925 beschloss die Große Nationalversammlung der Türkei im Gesetz Nummer 701 (Mevcut Evrak-ı Nakdiyenin Yenileriyle İstibdaline Dair Kanun) den Druck der ersten türkischen Banknoten. Dafür wurde eigens eine Kommission bestehend aus jeweils einem Vertreter jeder Bank einberufen. Der damalige Finanzminister Abdülhalik Renda leitete die Kommission. Die Kommission beriet über den Wert und das Aussehen der neuen Banknoten und beschloss nach neun Monaten, dass sieben verschiedene Banknoten mit den Werten 1 Lira, 5 Lira, 10 Lira, 50 Lira, 100 Lira, 500 Lira und 1000 Lira gedruckt werden.
Gedruckt wurde die erste Serie (E1) vom englischen Unternehmen Thomas De La Rue. Sie wurde am 5. Dezember 1927 in Umlauf gebracht. Am 4. Dezember 1927 wurden die bis dahin verwendeten osmanischen Banknoten dem Umlauf entzogen. Diese alten osmanischen Banknoten verloren am 4. September 1928 ihren Wert.
Auf den Vorderseiten der Banknoten war das Porträt Mustafa Kemal Atatürks abgebildet.

#### Zweite Serie (E2)
Da die erste Serie vor der Alphabet-Reform (1. November 1928) gedruckt worden war, mussten jetzt neue Banknoten mit den neuen lateinischen Buchstaben gedruckt werden. Auf den Banknoten der ersten Serie waren die Werte noch in osmanischer und französischer Sprache aufgedruckt.
Die Große Nationalversammlung der Türkei beschloss am 11. Juni 1930 im Gesetz Nummer 1715 die Gründung der türkischen Zentralbank (Türkiye Cumhuriyet Merkez Bankası). Am 3. Oktober 1931 nahm die Bank ihre Arbeit auf. Gegen Ende der 1930er Jahre arbeitete man an der Gründung einer eigenen Banknotendruckerei. Der Ausbruch des Zweiten Weltkrieges und die darauffolgende wirtschaftliche Krise verhinderten diesen ersten Versuch.
Die Banknoten der zweiten Serie hatten folgende Werte: 50 Kuruş, 1 Lira, 2½ Lira, 5 Lira, 10 Lira, 50 Lira, 100 Lira, 500 Lira und 1000 Lira. Die 50-Kuruş-Banknoten wurden in Deutschland und die anderen Banknoten wieder in England gedruckt. In Umlauf kamen diese Banknoten zwischen den Jahren 1938 und 1944.
Auf den Banknoten der zweiten Serie war nun neben Mustafa Kemal Atatürk auch İsmet İnönü abgebildet.

#### Dritte Serie (E3)
Das Porträt Atatürks wurde in der dritten Serie durch das Porträt İsmet İnönüs ersetzt. Sie wurde zwischen den Jahren 1942 und 1947 in Umlauf gebracht. Ihre Werte waren 2½ Lira, 10 Lira, 50 Lira, 100 Lira, 500 Lira und 1000 Lira. Diese Serie wurde in Deutschland, England und den USA gedruckt.

#### Vierte Serie (E4)
Die vierte Serie bestand aus 10-Lira- und 100-Lira-Banknoten. Sie wurde in den USA gedruckt und zwischen den Jahren 1947 und 1948 in Umlauf gebracht. Auch auf diesen Banknoten waren nur die Porträts İnönüs zu sehen.

#### Fünfte Serie (E5)
Die fünfte Serie wurde zwischen den Jahren 1951 und 1971 in Umlauf gebracht (Werte: 1 Lira, 2½ Lira, 5 Lira, 10 Lira, 50 Lira, 100 Lira, 500 Lira und 1000 Lira). İnönüs Bild verschwand von den Banknoten, und Mustafa Kemal Atatürks Porträt wurde wieder auf die Banknoten gedruckt. Diese wurden zuerst in England gedruckt, erst später ab 1958 in der Republik Türkei.
Die gescheiterten Versuche, eine eigene Banknotendruckerei zu gründen, wurden 1951 wieder aufgenommen, und so konnten im Jahre 1958 die ersten Banknoten in der Republik Türkei gedruckt werden. Die erste gedruckte Banknote war ein 100-Lira-Schein.

#### Sechste Serie (E6)
Die sechste Serie wurde zwischen den Jahren 1966 und 1983 in Umlauf gebracht (Werte: 5 Lira, 10 Lira, 20 Lira, 50 Lira, 100 Lira, 500 Lira und 1000 Lira). Alle Banknoten wurden in der Republik Türkei gedruckt.

#### Siebte Serie (E7)

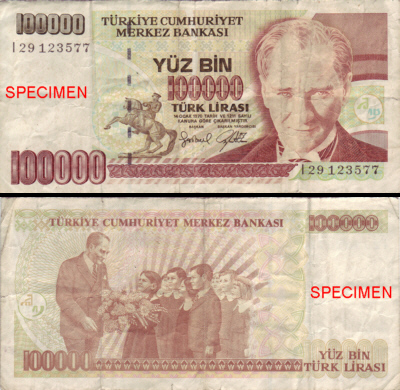
100.000-Lira-Banknote der siebten Serie (E7)

Die Banknoten der siebten Serie wurden ab dem Jahr 1979 in Umlauf gebracht. Alle Banknoten wurden in der Republik Türkei gedruckt. Die siebte Serie wurde am 1. Januar 2006 aus dem Umlauf gezogen und verlor 2016 ihren Wert.
| Nennwert          | Vorderseite | Rückseite | Größe                                                   | Farbe                                     | Vorderseite                                                                                              | Rückseite | im Umlauf gebracht | für ungültig erklärt am |
| ----------------- | ----------- | --------- | ------------------------------------------------------- | ----------------------------------------- | --- | --- | ------------------ | ----------------------- |
| 10 Lira           |             |           | 122 × 55 mm                                             | olivgrün                                  | Mustafa Kemal Atatürk (1881–1938), Gründer und erster Präsident (von 1923 bis 1938) der Republik Türkei. | Atatürk mit Kindern, die ihm Blumen überreichen. | 1979 bis 1982      | 22. August 1997         |
| 100 Lira          |             |           | 131 × 63 mm                                             | pink                                      | Mustafa Kemal Atatürk                                                                                    | Mehmed Âkif Ersoy (1873–1936), osmanischer Dichter und Verfasser des Textes des „İstiklâl Marşı“, der türkischen Nationalhymne.                                                       | 1983 bis 1984      | 22. August 1999         |
| 500 Lira          |             |           | 140 × 72 mm                                             | hell- und dunkelblau                      | Mustafa Kemal Atatürk                                                                                    | Uhrturm in Izmir | 1983 bis 1984      | 22. August 1999         |
| 1.000 Lira        |             |           | 140 × 72 mm                                             | lila                                      | Mustafa Kemal Atatürk                                                                                    | Sultan Mehmet II. (1432–1481), Eroberer Konstantinopels. | 1986 bis 1988      | 4. August 2002          |
| 5.000 Lira        |             |           | 140 × 72 mm (1981) 146 × 72 mm (1985 bis 1990)          | olivgrün (1981) rotbraun (1985 bis 1990)  | Mustafa Kemal Atatürk                                                                                    | Version 1981 bis 1989: Mevlana-Museum in Konya Version 1990: Wärmekraftwerk in Afşin                                                                                                  | 1981 bis 1990      | 1. Februar 2004         |
| 10.000 Lira       |             |           | 146 × 72 mm                                             | blau (1982 bis 1990) grün (1993 bis 1995) | Mustafa Kemal Atatürk                                                                                    | Mımar Sinan (1490–1588), osmanischer Architekt; Selimiye-Moschee in Edirne | 1982 bis 1995      | 16. Dezember 2005       |
| 20.000 Lira       |             |           | 152 × 76 mm                                             | rot-orange                                | Mustafa Kemal Atatürk                                                                                    | Das Gebäude der türkischen Zentralbank in Ankara. | 1988 bis 1995      | 10. September 2007      |
| 50.000 Lira       |             |           | 152 × 76 mm                                             | türkis                                    | Mustafa Kemal Atatürk                                                                                    | Das Parlamentsgebäude in Ankara. | 1989 bis 1997      | 5. November 2009        |
| 100.000 Lira      |             |           | 158 × 76 mm (1991 bis 1995) 159 × 70 mm (1996 bis 1998) | rotbraun                                  | Mustafa Kemal Atatürk                                                                                    | Atatürk mit Kindern, die ihm Blumen überreichen. | 1991 bis 1998      | 5. November 2011        |
| 250.000 Lira      |             |           | 158 × 76 mm                                             | dunkelblau                                | Mustafa Kemal Atatürk                                                                                    | Der Rote Turm, eine ehemalige Hafenfestung in Alanya | 1992 bis 1995      | 1. Januar 2016          |
| 500.000 Lira      |             |           | 159 × 76 mm (1993 bis 1996) 160 × 76 mm (1997 bis 2002) | lila                                      | Mustafa Kemal Atatürk                                                                                    | Das Denkmal der Märtyrer von Çanakkale zu Ehren der gefallenen osmanischen Soldaten in der Schlacht von Gallipoli (April bis Dezember 1915).                                          | 1997 bis 2002      | 1. Januar 2016          |
| 1 Million Lira    |             |           | 160 × 76 mm                                             | rot-blau-weiß                             | Mustafa Kemal Atatürk                                                                                    | Der Atatürk-Staudamm in der Provinz Şanlıurfa | 1995 bis 2004      | 1. Januar 2016          |
| 5 Millionen Lira  |             |           | 162 × 76 mm                                             | braun-weiß                                | Mustafa Kemal Atatürk                                                                                    | Das Atatürk-Mausoleum („Anıtkabir“) in Ankara | 1997 bis 2004      | 1. Januar 2016          |
| 10 Millionen Lira |             |           | 162 × 76 mm                                             | orange-rot und lila                       | Mustafa Kemal Atatürk                                                                                    | Die Karte des Piri Reis aus dem Jahre 1513, die Südamerika im richtigen Verhältnis zum afrikanischen Kontinent zeigt und als einzige Kopie der Weltkarte von Christoph Kolumbus gilt. | 1999 bis 2004      | 1. Januar 2016          |
| 20 Millionen Lira |             |           | 162 × 76 mm                                             | grün-dunkelrot                            | Mustafa Kemal Atatürk                                                                                    | Die Ruinen von Ephesos (Efes) in der Nähe der türkischen Stadt Selçuk. | 2001 bis 2004      | 1. Januar 2016          |

#### Achte Serie (E8)
Die achte Serie wurde am 1. Januar 2005 in Umlauf gebracht (Werte: 1 Lira, 5 Lira, 10 Lira, 20 Lira, 50 Lira und 100 Lira). Sie ist die erste Serie nach dem Währungsschnitt 2005. Alle Banknoten wurden in der Republik Türkei gedruckt.

#### Neunte Serie (E9)
Die neunte Serie wurde am 1. Januar 2009 in Umlauf gesetzt. Die neunte Serie ist die aktuelle und letzte Serie.
| Wert     | Bild | Bild | Vorderseite           | Rückseite | Abmessungen |
| -------- | ---- | ---- | --------------------- | --- | ----------- |
| 5 Lira   |      |      | Mustafa Kemal Atatürk | Aydın Sayılı, Wissenschaftshistoriker                                                                                 | 64 × 130 mm |
| 10 Lira  |      |      | Mustafa Kemal Atatürk | Cahit Arf, türkischer Mathematiker                                                                                    | 64 × 136 mm |
| 20 Lira  |      |      | Mustafa Kemal Atatürk | Mimar Kemaleddin, Hauptgebäude der Gazi Üniversitesi, Aquädukt                                                        | 68 × 142 mm |
| 50 Lira  |      |      | Mustafa Kemal Atatürk | Fatma Aliye, Blumen und literarische Figuren                                                                          | 68 × 148 mm |
| 100 Lira |      |      | Mustafa Kemal Atatürk | Buhurizade Itri, Musiknoten, Instrumente und eine Mevlevi-Figur                                                       | 72 × 154 mm |
| 200 Lira |      |      | Mustafa Kemal Atatürk | Yunus Emre, Emres Mausoleum, Rose, mit dem Ausspruch Emres: Sevelim – Sevilelim (Lasst uns lieben und geliebt werden) | 72 × 160 mm |

### Münzen
Seit dem 1. Januar 2009 werden folgende Münzen der Türkischen Lira ausgegeben:
| Nennwert | Bild | Bild | Vorderseite                      | Rückseite             | Material                                                       | Gewicht in Gramm | Durchmesser in mm | Dicke in mm | Rand                  |
| -------- | ---- | ---- | -------------------------------- | --------------------- | -------------------------------------------------------------- | ---------------- | ----------------- | ----------- | --------------------- |
| 1 Kuruş  |      |      | Schneeglöckchen                  | Mustafa Kemal Atatürk | 70 % Cu, 30 % Zn                                               | 2,20             | 16,50             | 1,35        | glatt                 |
| 5 Kuruş  |      |      | Baum des Lebens                  | Mustafa Kemal Atatürk | 65 % Cu, 18 % Ni, 17 % Zn                                      | 2,90             | 17,5              | 1,65        | glatt                 |
| 10 Kuruş |      |      | Ornament                         | Mustafa Kemal Atatürk | 65 % Cu, 18 % Ni, 17 % Zn                                      | 3,15             | 18,50             | 1,65        | glatt                 |
| 25 Kuruş |      |      | Ornament                         | Mustafa Kemal Atatürk | 65 % Cu, 18 % Ni, 17 % Zn                                      | 4,00             | 20,50             | 1,65        | geriffelt             |
| 50 Kuruş |      |      | Brücke der Märtyrer des 15. Juli | Mustafa Kemal Atatürk | Ring: 65 % Cu, 18 % Ni, 17 % Zn Kern: 79 % Cu, 17 % Zn, 4 % Ni | 6,80             | 23,85             | 1,90        | geriffelt             |
| 1 Lira   |      |      | Ornament                         | Mustafa Kemal Atatürk | Ring: 79 % Cu, 17 % Zn, 4 % Ni Kern: 65 % Cu, 18 % Ni, 17 % Zn | 8,20             | 26,15             | 1,90        | Buchstaben und Tulpen |

### Sonderprägungen

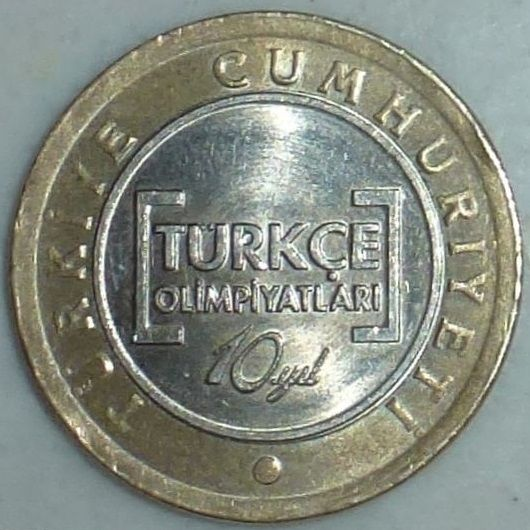
Sonderprägung der 1-Lira-Münze zum 10. Jubiläum der Türkisch-Olympiaden

Die Münzprägeanstalt der türkischen Zentralbank (TCMB) hat 2012 die 1-Lira-Münze zum Andenken an das 10. Jubiläum der Türkisch-Olympiaden in Sonderprägung herausgegeben. Während die Vorderseite gleich blieb, wurde auf der Rückseite die Schrift „Türkisch-Olympiaden 10. Jahr“ (Türkçe Olimpiyatları 10. Yıl) geprägt. Insgesamt sind 1.000.000 Exemplare dieser Münze in Umlauf.
Die Ersetzung Mustafa Kemal Atatürks durch die Schrift hat in der Türkei eine breite Diskussion ausgelöst. Dadurch, dass bis heute der Staatsgründer von den Türken verehrt wird, befand man, dass dieser nicht einfach durch irgendeine Schrift ersetzbar sei, wenn die Münze trotzdem als ganz normales Geld ausgegeben werden kann.

## Währungssymbol

Währungssymbol

Am 1. März 2012 präsentierte die türkische Zentralbank (TCMB) ein Währungssymbol für die türkische Währung. Im Vorlauf gab es einen Wettbewerb, bei dem 8.362 Vorschläge, hauptsächlich aus der Bevölkerung, eingereicht wurden. Ausgewählt wurde ein ankerähnliches Symbol, welches die Stabilität der Währung („sicherer Hafen“) symbolisieren soll. Die um 20 Grad nach oben geneigten beiden Striche sollen die Prosperität der türkischen Wirtschaft symbolisieren.
Die Gewinnerin des Wettbewerbs war die 33-jährige Geologin Tülay Lale, sie gewann somit das Preisgeld in Höhe von 25.000 TL. An ihrem Entwurf nahm die Zentralbank noch Modifikationen vor. So wurde die Spitze des „Ankers“ verlängert, außerdem wurde der Doppelstrich nach oben geneigt und deren Längenverhältnisse nach dem goldenen Schnitt angelegt.
Im Mai 2012 entschied man sich für den Unicode von U+20BA ₺ (HTML: &#8378;). Verfügbar ist es seit dem Unicode 6.2, der im September 2012 veröffentlicht wurde. Es war das einzige Symbol, das in der Version 6.2 hinzugefügt wurde.
Das Währungssymbol wird auch erstmals vor die Zahl geschrieben.